# Dandelion and Burdock

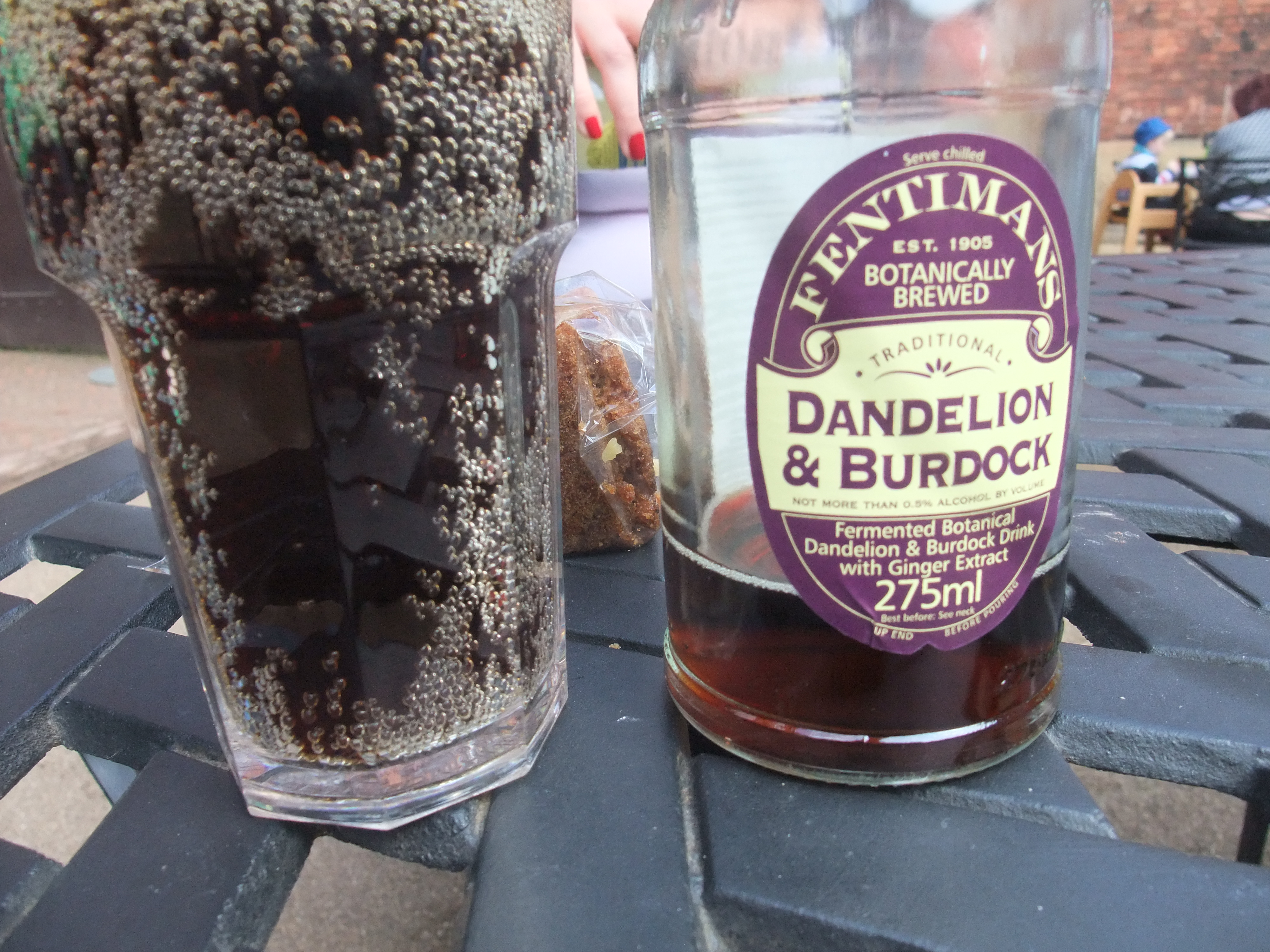
Dandelion & Burdock

Dandelion and Burdock (englisch für „Löwenzahn und Große Klette“) ist eine traditionsreiche alkoholfreie Getränkespezialität aus Großbritannien, die es dort seit etwa 1265 gibt. Traditionell wird sie aus gegorenen Wurzelextrakten beider Pflanzen hergestellt. Heute ist das dunkelbraune Getränk, das in vielen britischen Supermärkten zu kaufen ist, jedoch oftmals ein Softdrink aus Wasser, Zucker oder Süßstoffen, Farbstoffen und Aromastoffen.